# Liste des distinctions de Christoph Waltz
Cette page dresse la liste des distinctions de Christoph Waltz.

## Distinctions

### Oscars
| Année | Film ou série        | Catégorie                           | Résultat |
| ----- | -------------------- | ----------------------------------- | -------- |
| 2010  | Inglourious Basterds | Meilleur acteur dans un second rôle | Lauréat  |
| 2013  | Django Unchained     | Meilleur acteur dans un second rôle | Lauréat  |

### Golden Globes
| Année | Film ou série        | Catégorie                                           | Résultat |
| ----- | -------------------- | --------------------------------------------------- | -------- |
| 2010  | Inglourious Basterds | Meilleure acteur dans un second rôle                | Lauréat  |
| 2013  | Django Unchained     | Meilleure acteur dans un second rôle                | Lauréat  |
| 2015  | Big Eyes             | Meilleur acteur dans un film musical ou une comédie | Nommé    |

### British Academy Film Awards
| Année | Film ou série        | Catégorie                           | Résultat |
| ----- | -------------------- | ----------------------------------- | -------- |
| 2010  | Inglourious Basterds | Meilleur acteur dans un second rôle | Lauréat  |
| 2013  | Django Unchained     | Meilleur acteur dans un second rôle | Lauréat  |

### Festival de Cannes
| Année | Film ou série        | Catégorie                       | Résultat |
| ----- | -------------------- | ------------------------------- | -------- |
| 2009  | Inglourious Basterds | Prix d’interprétation masculine | Lauréat  |